# 格雷伊格爾 (明尼蘇達州)
格雷伊格爾（英語：Grey Eagle）是一個位於美國明尼蘇達州托德縣的城市。

## 人口
根據2020年美國人口普查的數據，格雷伊格爾的面積為0.92平方千米，皆為陸地。當地共有人口330人，而人口密度為每平方千米359人。